# Achtala Arrochdżaranin Kic
Achtala Arrochdżaranin Kic (orm. Ախթալա առողջարանին կից) – wieś w Armenii, w prowincji Lorri. W 2011 roku liczyła 14 mieszkańców.